# Maasland (département)
Pour les articles homonymes, voir Maasland.
1807–1810
Entités précédentes :
- Département de la Hollande

Entités suivantes :
- Département des Bouches-de-la-Meuse (dans le Premier Empire)

Le Maasland constitua un département de 1807 à 1810, au sein du Royaume de Hollande, correspondant à peu près à l'actuelle province néerlandaise de la Hollande-Méridionale. Le chef-lieu était La Haye. Le premier préfet en est Jacob Abraham de Mist.
Lors du rattachement du Royaume de Hollande au Premier Empire, ce département fut renommé en Bouches-de-la-Meuse.